# Кошкар-Ата (некрополь)
Кошкар-Ата (каз. Қошқар ата) — некрополь IX—XX веков в Тупкараганском районе Мангистауской области Казахстана. Расположен в 17 км к северо-западу от города Актау, неподалёку от села Акшукур.

## Описание

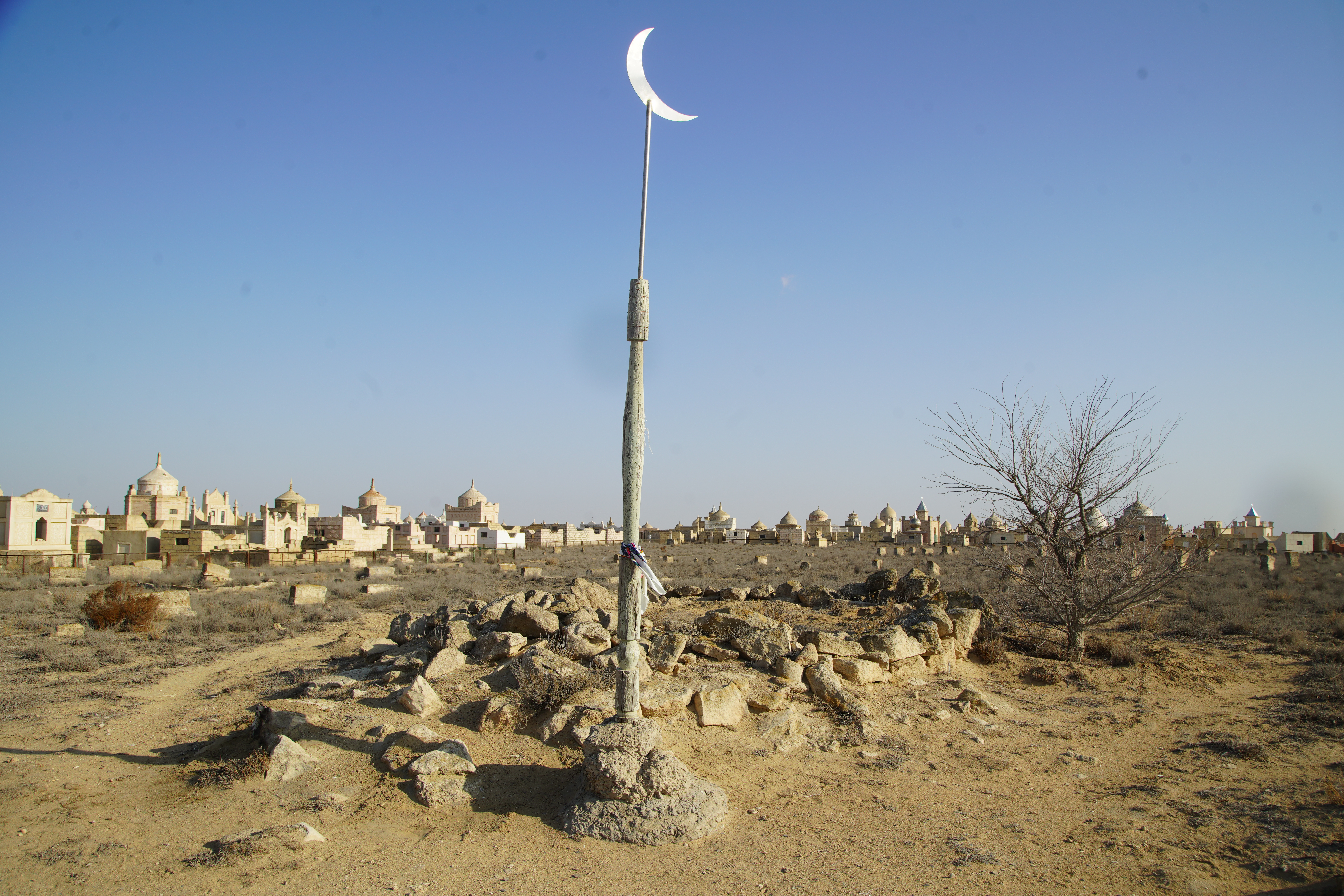
Остатки мавзолея Кошкар-аты

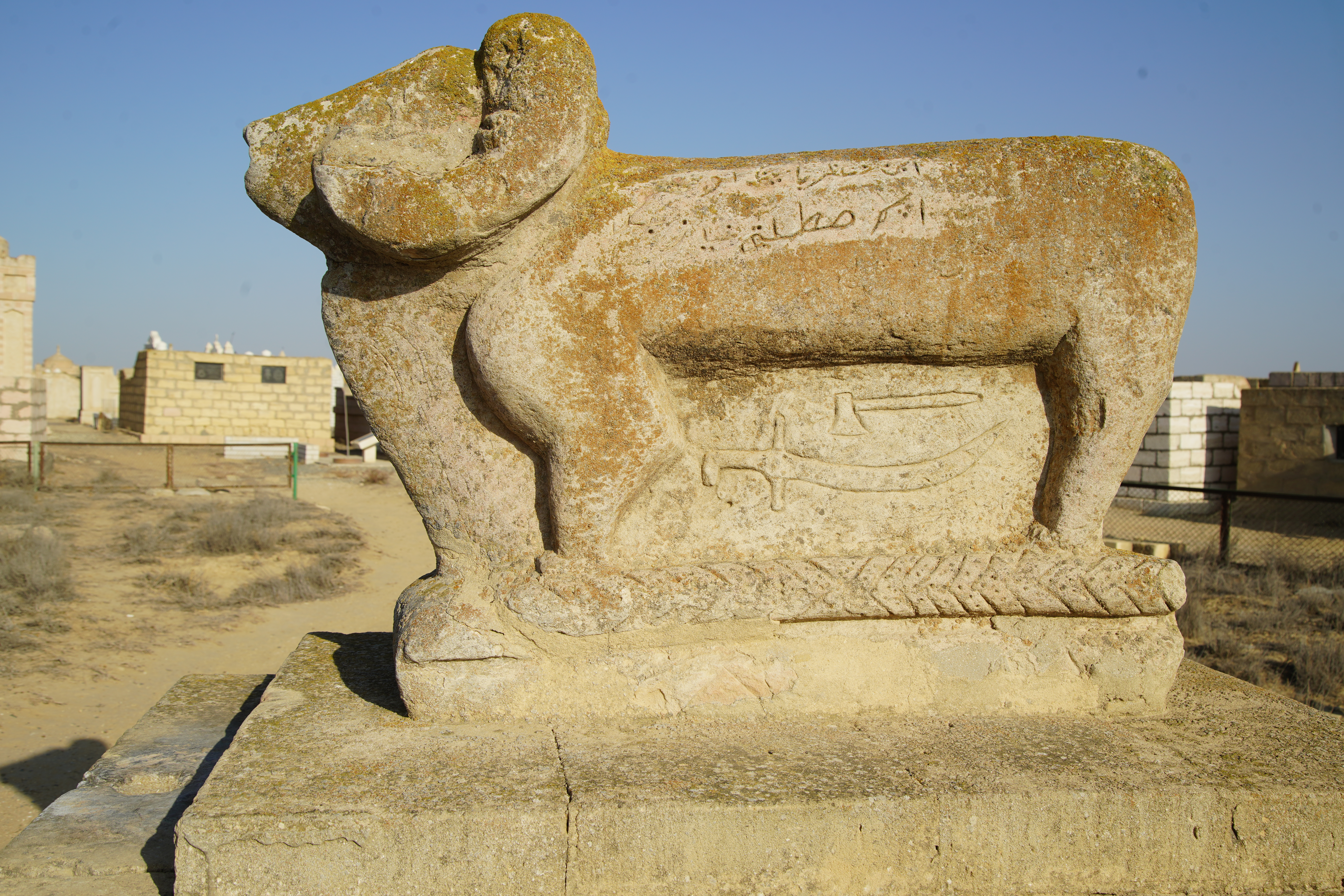
Надгробие в виде фигуры барана (койтас)

Легенда гласит, что некрополь возник вокруг гробницы легендарного суфия Кошкар-аты, жившего в XII веке. По одной из версий его жизнеописания, Кошкар-ата умер во время путешествия по плато Устюрт, неподалёку от современного села Акшукур. Однако на территории некрополя были обнаружены более древние памятники, относящиеся к IX веку.
Наиболее характерным типом надгробий являются небольшие койтасы с минимумом декоративной обработки. Памятники ещё более примитивной формы располагаются в основном в восточной части комплекса. Среди надгробий более сложных типов распространены кулпытасы и мавзолеи.
В западной части некрополя находятся руины мавзолея Кошкар-аты, датирующиеся XVII—XVIII веками. К северу от руин расположена могила Халифе — ученика Кошкар-аты, считающегося преемником суфия. Ещё одним приметным захоронением является мавзолей Дуни — русской девушки, ставшей женой казахского джигита.
В отличие от большинства других некрополей, на территории Кошкар-Аты и по сей день появляются новые захоронения.

## Охрана и проблемы
Некрополь Кошкар-Ата входит в список памятников истории и культуры местного значения Мангистауской области. В начале XXI века проводились различные работы по благоустройству территории некрополя. Однако ряд проблем не решён и по сей день. В частности отмечается, что посетители распивают спиртные напитки и оставляют бытовой и строительный мусор на территории некрополя. Также неудовлетворительно решён вопрос вывоза мусора. В результате на территории периодически приходится устраивать субботники с целью уборки.